# Campionato centramericano COCABA maschile di pallacanestro 2004
Il 2º Campionato dell'America Centrale Maschile di Pallacanestro FIBA (noto anche come FIBA COCABA Championship 2004) si è svolto dal 1º marzo all'8 marzo 2004 a San Salvador in El Salvador. Il torneo è stato vinto dalla nazionale panamense.
I FIBA COCABA Championship sono una manifestazione contesa dalle squadre nazionali del Centro America, organizzata dalla COCABA (Confederazione America Centrale), nell'ambito della FIBA Americas.

## Squadre partecipanti
- Belize
- Costa Rica
- El Salvador
- Guatemala
- Honduras
- Nicaragua
- Panama

## Classifica finale
| Pos | Squadra     | V-P |
| --- | ----------- | --- |
|     | Panama      |     |
|     | Guatemala   |     |
|     | El Salvador |     |
| 4   | Honduras    |     |
| 5   | Costa Rica  |     |
| 6   | Nicaragua   |     |
| 7   | Belize      |     |